# Takako Tezuka
Pour les articles homonymes, voir Tezuka.
Takako Tezuka (手塚 貴子, Tezuka Takako), née le 6 novembre 1970, est une joueuse internationale de football japonaise.

## Biographie
Le 7 mars 1986, elle fait ses débuts dans l'équipe nationale japonaise contre la Taipei chinois. Elle participe à la Coupe du Monde 1991. Elle compte 41 sélections et 19 buts en équipe nationale du Japon de 1986 à 1991.

## Statistiques
Le tableau ci-dessous présente les statistiques de Takako Tezuka en équipe nationale
| Équipe du Japon | Équipe du Japon | Équipe du Japon |
| Année           | Matchs          | Buts            |
| --------------- | --------------- | --------------- |
| 1986            | 10              | 1               |
| 1987            | 4               | 0               |
| 1988            | 3               | 1               |
| 1989            | 9               | 6               |
| 1990            | 4               | 6               |
| 1991            | 11              | 5               |
| Total           | 41              | 19              |

## Palmarès
- Finaliste de la Coupe d'Asie 1986, 1991
- Troisième de la Coupe d'Asie 1989